# 에롤 플린
에롤 플린(Errol Flynn, 1909년 6월 20일 ~ 1959년 10월 14일)는 미국의 배우이다.

## 출연 작품
- 트레저 헌터 플린 (2018)
- 테즈메이니언 데빌 (2007)
- 엔터테인먼트 (1974)
- 루츠 오브 헤븐 (1958)
- 태양은 또 떠오른다 (1957)
- 모든 깃발을 향하여 (1952)
- 선장 파비안의 모험 (1951)
- 벅스 버니 단편 - 래빗 후드 (1949)
- 이츠 어 그레이트 필링 (1949)
- 돈 쥬앙의 모험 (1948)
- 샌 안토니오 (1945)
- 오브젝티브 버마 (1945)
- 노던 퍼슈트 (1943)
- 탱크 유어 럭키 스타스 (1943)
- 엣지 오브 다크니스 (1943)
- 데스퍼레이트 저니 (1942)
- 철완 짐 (1942)
- 장렬 제7기병대 (1941)
- 버지니아 시티 (1940)
- 시 호크 (1940)
- 닷지 시티 (1939)
- 포스 어 크라우드 (1938)
- 새벽의 출격 (1938)
- 로빈 훗의 모험 (1938)
- 왕자와 거지 (1937)
- 차지 오브 더 라이트 브리게이드 (1936)
- 캡틴 블러드 (1935)